# Salix blinii
Salix blinii är en videväxtart som beskrevs av Leveille. Salix blinii ingår i släktet viden, och familjen videväxter. Inga underarter finns listade i Catalogue of Life.